# Veress Miklós (iparművész)
Veress Miklós (Mezőtúr, 1929. augusztus 2. – Budapest, 2016. június 3.) magyar iparművész, porcelántervező, keramikus.

## Életpályája
Tanulmányait az Iparművészeti Főiskolán végezte 1952–1956-ban. Mesterei voltak: Borsos Miklós, Gádor István, Kerényi Jenő, Somogyi József. 1956–1966 között a Kőbányai Porcelángyár tervezőművésze, művészeti vezetője volt. 1966–1989-ig a Hollóházi Porcelángyár tervező művésze, majd művészeti vezetője lett. 1990-től nyugdíjasként önálló alkotóművészként dolgozott tovább. Több mint 50 kiállításon szerepelt alkotásaival, Magyarországon és külföldön egyaránt. 1999 augusztusában, 70. születésnapja tiszteletére, az Iparművészeti Múzeum kupolatermében életmű-kiállítást rendeztek tiszteletére. Mind ipari formaterveivel, mind egyedi művészi alkotásaival (kisplasztikák, köztéri szobrok) kitűnt. Közgyűjtemények őrzik alkotásait, az Iparművészeti Múzeum, a herendi, a hollóházi múzeumok, s a mezőtúri Kiállítási Csarnok.

## Köztéri alkotásaiból
Jeles köztéri alkotásai díszítik Hollóházát:
- Iványi Ferenc gyáralapító portréja (1975, Hollóháza);
- Steiner László síremléke (1976, Hollóháza);
- Szakmáry Károly-portré (1988, Hollóháza);
- Steiner László-portré (1989, Hollóháza).

Művészeti pályájának ideje alatt több mezőtúri köztéri alkotása bizonyítja szülővárosa szeretetét: 
- Túri Fazekas emlékmű (1967, Mezőtúr);
- A tudás fénye (1976), amely Mezőtúron a Szegedi Kis István Református Kollégium falát díszíti;
- Térplasztika (1977, a mezőtúri Sporttelepen);
- Teleki Blanka szobra Mezőtúron, amelyet a Teleki Blanka Gimnázium, Közgazdasági Szakközépiskola és Kollégium 100 éves évfordulójára készített.

## Díjak, elismerések (válogatás)
- 1978 Pro Urbe-díj
- 1988 Izsó Miklós-díj
- 1994 Ferenczy Noémi-díj
- 2004 Magyar Köztársasági Arany Érdemkereszt
- 2006 Mezőtúr Város Díszpolgára